# Associé (droit français)
Pour un article plus général, voir Associé.
 (avril 2022).
- Si vous ne connaissez pas le sujet, laissez ce bandeau (vous pouvez alors contacter les auteurs).
- Si vous supprimez le contenu mis en cause (vous pouvez préalablement contacter les auteurs),

argumentez précisément cette suppression dans la page de discussion
(un manque de référence n'est pas un argument ; une recherche réelle de référence doit avoir été effectuée, être formellement documentée).
 (février 2009).
Si vous disposez d'ouvrages ou d'articles de référence ou si vous connaissez des sites web de qualité traitant du thème abordé ici, merci de compléter l'article en donnant les références utiles à sa vérifiabilité et en les liant à la section « Notes et références ».
Un associé est, en droit français, une personne membre d'une société (entreprise constituée juridiquement sous la forme d'une société), c'est-à-dire une personne adhérénte au contrat de société et qui, en contrepartie d'un apport, reçoit des droits sociaux ou titres sociaux représentant les droits de l'associé contre la société : droit de vote, droit au dividende, droit au boni de liquidation, etc.
On retrouve ces éléments dans l'article 1832 du Code civil français qui définit les associés comme « les personnes qui conviennent par un contrat d'affecter à une entreprise commune des biens ou leur industrie en vue de partager le bénéfice ou de profiter de l'économie qui pourra en résulter ».
Au sens strict, l'associé est membre d'une société de personnes, là où l'actionnaire est membre d'une société de capitaux. Les droits sociaux de l'associé (entendu restrictivement) sont appelés parts sociales, ceux des actionnaires sont les actions.

## Importance des associés dans la production et la mise à disposition de biens et de services
L'apport des associés (ou des actionnaires dans le cas d'une société de capitaux) est indispensable pour « monter son entreprise » : il permet en général les premiers investissements en moyens de production (locaux, machines, informatique) et ensuite une augmentation de ces moyens (à la suite d'une augmentation de capital). Par cet apport, les « actionnaires » ou « associés » ou « investisseurs» sont de fait propriétaires de tous les moyens de production : ils ont pouvoir de décision et patrimonial sur ceux-ci comme cela est détaillé ci-après. Ils sont même propriétaires des moyens de production acquis directement par l'entreprise, en plus de ceux acquis grâce à leur apport (« capital social ») et ce sans qu'ils n'y rajoutent un sous : l'entreprise les acquiert soit en piochant dans sa trésorerie, soit en empruntant directement et en remboursant.
Cela est possible depuis le XIXe siècle grâce à deux caractéristiques juridiques : la « responsabilité limitée » et le fait que l'entreprise ne soit pas sujet de droit quant à la propriété.

### Apport des associés et «responsabilité limitée»
Le concept de « responsabilité limitée » et sa mise en œuvre dans les lois au XIXe siècle (ex : en France, lois du 23 mai 1863 puis du 24 juillet 1867 ; en Angleterre lois de 1856 à 1862 sur les Joint-Stock Company limited) compte, d'après Y.N. Harari dans son célèbre ouvrage Sapiens : Une brève histoire de l'humanité, « parmi les inventions les plus ingénieuses de l’humanité » : « Peugeot est une création de notre imagination collective. Les juristes parlent de « fiction de droit ». Peugeot appartient à un genre particulier de fictions juridiques, celle des « sociétés anonymes à responsabilité limitée ». L’idée qui se trouve derrière ces compagnies compte parmi les inventions les plus ingénieuses de l’humanité. ». Harari en explique les avantages : « Si une voiture tombait en panne, l’acheteur pouvait poursuivre Peugeot, mais pas Armand Peugeot. Si la société empruntait des millions avant de faire faillite, Armand Peugeot ne devait pas le moindre franc à ses créanciers. Après tout, le prêt avait été accordé à Peugeot, la société, non pas à Armand Peugeot, l’Homosapiens » actionnaire !
Cette explication montre que la « responsabilité limitée » est en fait non pas une limitation des risques mais un véritable transfert de responsabilité et des risques de l'associé (ou « actionnaire » ou « investisseur ») à la société-entreprise, à son collectif de salariés, responsabilité pénale et économique. Toutefois ce transfert ne s'accompagne pas en retour d'un transfert de propriété du fait de la non réalité juridique de l'entreprise : quel que soit le montant investi par l'investisseur-actionnaire il a toujours le pouvoir et est propriétaire de fait (de par sa possession des actions) de tous les moyens de production (locaux, machines, moyens informatiques, etc.), y compris de ceux acquis grâce aux « millions » empruntés : c'est l'entreprise, qui acquiert en empruntant, qui rembourse, et qui entretient à ses frais les moyens de production en plus, bien entendu, de payer les salaires, charges et taxes.
Grâce à cette « responsabilité limitée » conjuguée avec la non réalité juridique du collectif salariés de l'entreprise, plusieurs procédés permettent aux associés-actionnaires d'accroître les moyens de production qu'ils contrôlent en minimisant leur mise (le capital social): investissement par effet de levier, achat à effet de levier, rachat d'actions ou de parts. Il est donc très compréhensible que les associés-actionnaires recourent à ces procédés plutôt que d’émettre des actions ou parts supplémentaires provoquant l'arrivée d'autres associés-actionnaires avec qui certes les risques sont partagés mais également le pouvoir et la propriété. Si le collectif salariés était, comme dans une SAPO, sujet de droit, la « responsabilité limitée » pourrait être remplacée par les « responsabilités et propriétés partagées » entre actionnaires et le collectif de salariés, chacun selon sa contribution. Les procédés « à effet de levier » et autres au profit de certains ne seraient plus et beaucoup d'autres s'en réjouiraient.
Le bilan comptable permet de déterminer très simplement l'apport des associés (ou des actionnaires) et celui du collectif de salariés
« Dans la colonne de gauche du bilan, appelée « Actif », figure tout le patrimoine de l’entreprise, autrement dit tout ce que l’entreprise possède grâce aux ressources figurant au passif. »
Dans la colonne de droite du bilan, appelée « Passif » est fournie la liste des rubriques qui expliquent d’où proviennent les ressources financières dont dispose l’entreprise ».
Dans ce passif, la contribution de l'actionnaire est uniquement le « capital social ». Toutes les autres contributions sont celles du collectif de salariés. Par définition du bilan, le total du passif est égal au total des actifs. La contribution du collectif de salariés aux actifs est donc la différence entre le total des actifs et le « capital social » et, vu des comptes de l'entreprise, l'effet de levier est le ratio entre le total des actifs et le « capital social ».
Exemple avec le bilan 2021 de Carrefour : total actif (47 668 M€), financé par les actionnaires (ou associés) à hauteur du capital social (1940 M€) et donc le reste, soit 45728 M€, par le collectif de salariés. L'effet de levier cumulé est donc de 24 en fin 2021. Il diminuera s'il y a financement par émission d'actions et il augmentera si l'entreprise Carrefour, son collectif de salariés, investit sur fonds propre ou par emprunt.
Dans son ouvrage majeur Principes d’économie politique, Charles Gide (1931) nomme « amorce » le capital social misé par les actionnaires et capital « concret » ou « réel » les actifs, le patrimoine productif de l'entreprise. « L'amorce » suffit aux actionnaires pour être propriétaire de tous les actifs.
La contribution du collectif de salariés est faite sous toutes les formes mentionnées dans le bilan (fonds propres accumulés, résultats, emprunts que le collectif de salariés rembourse, etc..). En plus de cette contribution, le collectif de salariés, grâce évidemment à la vente de ses produits et services, doit bien sûr SE payer SES salaires, impôts et taxes, louer des locaux et des équipements, payer des sous-traitants et des fournitures, entretenir tout le patrimoine, payer des dividendes aux actionnaires et même, de plus en plus souvent, « racheter » des actions aux actionnaires, actions ensuite annulées.

## La notion d'associé

### Les critères de la qualification d'associé
Les critères de l'associé ne sont pas clairement définis par la loi. Cependant, le Code civil donne une ébauche de définition. Il énonce ainsi les caractères qui animent l'associé. L'article 1832 du Code indique que celui-ci fait un apport, qu'il est animé de l'affectio societatis, et qu'il a vocation à contribuer aux résultats. Alain Viandier, dans sa thèse sur la notion d'associé (LGDJ, 1978), distinguait quatre critères de l'associé : l'apport, l'affectio societatis, la vocation aux bénéfices et aux pertes et le droit de vote.

#### L'apport
Toute personne qui souhaite devenir associé (lors de la constitution d'une société ou en cas d'augmentation de capital) doit faire un apport. L'apport n'est pas une opération distincte de la souscription au contrat de société. L'apport consiste, pour l'associé, à promettre d'apporter, c'est-à-dire de transférer à la société, un droit (propriété, usufruit, jouissance, nue-propriété) sur un bien (en règle générale). La promesse d'apport intervient lors de la souscription des actions, c'est-à-dire au moment de l'adhésion au contrat de société. La libération de l'apport (son paiement) peut être échelonné dans le temps. La libération de l'apport fait cependant l'objet d'une règlementation impérative afin d'éviter que le capital social ne soit pas une garantie effective pour les créanciers.
L'apport peut porter sur des objets divers : un bien (apport en nature), une somme d'argent (apport en numéraire), une prestation (apport en industrie).
La nature de l'apport peut également être variable : lorsque l'on apporte un bien ou une somme d'argent, on peut apporter la pleine-propriété (usus, fructus, abusus), l'usufruit (usus et fructus), la nue-propriété (abusus seul) ou la jouissance (droit personnel (et non plus réel) détenu par la société contre l'associé, d'utiliser la chose dont l'usage est apporté). La nature de l'apport détermine les droits respectifs de l'associé et de la société sur le bien ou la somme objet de l'apport. 
La spécificité de l'apport résulte dans la double particularité qu'il confère des droits d'associé dans la société (et non les droits d'un simple créancier) et qu'il fait supporter à l'associé l'aléa inhérent au contrat de société (il ne pourra récupérer l'apport (sauf l'apport en jouissance) que si tous les autres créanciers (privilégiés, chirographaires et subordonnés) ont été remboursés.
En un mot, c'est l'apport qui marque la singularité de l'associé dans la société.

#### L'affectio societatis
L'affectio societatis est une notion doctrinale qui renvoie à la volonté de s'associer, de se mettre en société. C'est ce qui distingue l'associé du simple créancier.
La notion comporte plusieurs fonctions : 
- elle permet la distinction entre le contrat de société et le contrat de prêt ou du travail,
- elle est une condition de validité du contrat de société et permet (parfois) de faire annuler le contrat sur le fondement de l'absence de l'affectio societatis,
- elle permet la mise en œuvre de la procédure de l'abus du droit de vote (abus de majorité ou de minorité),
- elle permet le prononcé de la dissolution de la société lorsque la mésentente des associés est telle qu'il ne soit plus possible de poursuivre l'activité de la société.

La notion a été remise en cause à maintes reprises, notamment parce qu'elle fait l'objet d'une application fluctuante et que le contenu de la notion varie selon l'utilisation que l'on en fait.

#### La vocation aux bénéfices et aux pertes
La vocation aux bénéfices et aux pertes résulte de l'article 1832, alinéas 1 et 3, du Code civil. Ce sont les deux facettes, positive et négative, de la vocation aux résultats (à chaque clôture de l'exercice comptable, le compte de résultat fait apparaître un résultat, positif (bénéfice) ou négatif (perte) que l'on va comptablement traiter.
La vocation au bénéfice se matérialise par la distribution de dividendes en cours de vie sociale et d'un éventuel boni de liquidation lors de la liquidation de la société. La vocation au bénéfice trouve donc une application concrète en cours de vie sociale.
Lorsque l'exercice fait apparaître des pertes, en revanche, les associés ne sont pas tenus en principe d'y contribuer. Les pertes font simplement l'objet d'un traitement comptable. La vocation aux pertes interviendra, en principe, lors de la liquidation de la société : les associés "contribuent aux pertes" en ne récupérant pas (ou partiellement) leur apport. Dans les sociétés à risque illimité, l'associé sera également obligé à la dette (il devra payer les dettes de la société, au-delà du montant de son apport, sur son patrimoine personnel).

#### La question du droit de vote
Si l'article 1844 du Code civil dispose que "tout associé a le droit de participer aux décisions collectives", le législateur autorise l'émission d'actions sans droit de vote (actions de préférence). Il semble cependant que les facultés de suppression du droit de vote soient strictement encadrées par le législateur. Les titulaires de parts sociales, quant à eux, ne peuvent pas être privés du droit de vote.

### La distinction Associé / Créancier
Cette distinction est une des summa divisio du droit des sociétés.
Théoriquement, on oppose la qualité d'associé à celle de créancier.
Contrairement à l'associé, le créancier ne fait pas d'apport. Il se contente de prêter de l'argent. Il ne contribue pas aux pertes. Cela signifie qu'il bénéficie d'une créance de remboursement certaine : il ne connait pas d'aléa juridique. Cela ressort de la nature des contrats en cause : le contrat de société est aléatoire, alors que le contrat de prêt est commutatif.
Le créancier n'a pas de droit d'intervention dans les affaires sociales.

## Le régime de l'associé

### Droit commun

#### Droits de l'associé

##### Droits politiques
Les droits politiques de l'associé s'entendent des droits qui permettent la participation de l'associé au fonctionnement des instances décisionnelles de la société, au rang desquelles l'assemblée générale des associés. L'article 1844 du Code civil dispose à cet égard que "tout associé a le droit de participer aux décisions collectives". Cette participation suppose, en principe, la faculté de voter aux assemblées générales, ce qui suppose d'avoir suffisamment pu s'informer préalablement. 

##### Droit de vote
Le droit de vote est la principale prérogative politique de l'associé.

##### Droit d'information
Le droit d'information s'entend à la fois d'un droit permanent (information reçue chaque année avant les assemblées générales) et d'un droit ponctuel (droit de se faire communiquer certaines informations, sur simple demande). Le droit d'information, qui peut apparaître négligeable à première vue, permet en réalité un exercice éclairé de son droit d'intervention dans les affaires sociales et permet de prendre des mesures appropriées en cas de difficulté (faire nommer un administrateur provisoire, etc.).

#### Droits financiers ou pécuniaires

##### Droit au dividende
L'action peut donner droit au paiement d'un dividende, si les associés ont prévu d'en distribuer. En effet, la distribution d'un dividende suppose la réalisation d'un bénéfice (compte de résultat positif) et l'affectation totale ou partielle de ce bénéfice, en assemblée générale ordinaire, à la distribution d'un dividende. Sauf type d'action particulier (action de préférence, action à dividende prioritaire sans droit de vote, etc.), le dividende est réparti entre tous les associés au prorata de la fraction du capital détenu par chacun d'entre eux, autrement dit en fonction du nombre de titres qu'ils détiennent. Le dividende apparaît, avec l'éventuelle plus-value de cession, comme la rémunération de l'action ou de la part sociale.  

##### Droit au boni de liquidation
Le boni de liquidation est l'excédent qui peut résulter de la liquidation de la société (opération qui consiste à réaliser (vendre) tout l'actif pour solder (payer) le passif). Il peut arriver qu'il n'y ait pas suffisamment de quoi honorer toutes les dettes. Les associés peuvent alors être tenus de les payer (obligation à la dette). En revanche, si un boni de liquidation apparaît, les associés se partagent la somme en fonction de la fraction du capital qu'ils détiennent.

#### Droits patrimoniaux
Les droits patrimoniaux résultent de la propriété des titres sociaux. Ils consistent en la faculté de céder, nantir, donner, vendre, louer, etc. ses actions ou parts sociales. Les actions sont dites librement cessibles (pas d'agrément ni d'autorisation) et négociables (transmission par simple virement de compte à compte), alors que la cession de parts sociales doit faire l'objet d'un agrément ou d'une autorisation.
Les droits patrimoniaux comprennent également des prérogatives comme l'interdiction d'exclusion pour l'associé (de la société), l'interdiction d'augmenter unilatéralement les engagements des associés, et la liberté de retrait pour chacun des associés (mais, il est possible de restreindre cette liberté par des clauses d'agrément, ou des clauses de préemption).

### Obligations de l'associé

#### Libération de son apport
L'opération d'apport en société peut se dérouler en deux phases : la promesse d'apport et la libération de l'apport. La promesse n'est pas une obligation de l'associé ; elle est une condition de son adhésion au contrat de société : pour consentir au contrat de société, il faut faire un apport ou, du moins, promettre un apport.
La libération correspond au transfert effectif, matériel de l'apport. La libération consiste, par exemple pour l'apport en numéraire, au versement des fonds.
La libération est donc une obligation de l'associé, qui n'intervient pas nécessairement concomitamment à la promesse d'apport. Une libération différée est cependant interdite dans certaines sociétés. Elle peut également être encadrée (SA).

#### Contribution aux pertes
Tout associé s'engage à contribuer aux pertes de la société. Cette obligation n'a pas d'incidence en cours de vie sociale. Elle ne se matérialise qu'en fin de vie sociale, au moment de la dissolution et de la liquidation de la société. La contribution aux pertes signifie que l'associé ne pourra récupérer son apport que si tous les autres créanciers (privilégiés, chirographaires, et subordonnés) ont obtenu paiement de leur créance. La créance de remboursement de l'apport dont l'associé est titulaire n'est donc pas une obligation pure et simple, il s'agit d'une obligation conclue sous condition : l'associé n'obtiendra remboursement de l'apport qu'à la condition que tous les autres créanciers soient payés. Il y a donc un aléa (on retrouve ici la nature aléatoire du contrat de société) car l'associé pourra ne pas être remboursé. Si tel est le cas, on dit qu'il aura contribué aux pertes. La contribution aux pertes est limitée au montant de l'apport. L'associé ne peut pas être tenu au remboursement des dettes de la société sur ses biens personnels, du moins au titre de la contribution aux pertes. Dans les sociétés à risque illimité, en revanche, l'obligation à la dette prend le relai : sur cet autre fondement, l'associé peut être amené à payer certaines dettes de la société, au-delà du montant de son apport.

#### Obligation à la dette
L'obligation à la dette n'est une obligation que pour l'associé d'une société à risque illimité. C'est une différence avec la contribution aux pertes qui, elle, concerne tous les associés. L'obligation à la dette est l'obligation, pour l'associé d'une société à risque illimité, de payer les dettes de la société sur son patrimoine personnel, si la société n'est pas en mesure de le faire elle-même. Dans pareil cas, la séparation entre le patrimoine de la société et de l'associé est moins nette, puisque l'associé joue comme une sorte de caution de la société.

## Droit spécial

### Associé d'une SARL en France

#### Droits et obligations des associés

##### Droits des associés

###### Droit à l'information
- Droit de communication permanent concernant les 3 derniers exercices (comptes annuels, inventaires, rapports de gestion soumis aux assemblées, procès-verbaux des assemblées) et concernant les statuts dont il peut obtenir une copie
- Droit d'information préalable à la tenue d'une assemblée annuelle : 15 jours avant une assemblée, le gérant doit adresser aux associés les comptes sociaux, le rapport de gestion, le texte des résolutions proposées et le rapport du commissaire aux comptes s'il existe
- Droit de poser des questions écrites au gérant
- Droit d'ordonner une expertise de gestion : un ou plusieurs associés représentant le 1/10e du capital social peuvent demander en justice la désignation d'un expert chargé de présenter un rapport sur une ou plusieurs opérations de gestion.

###### Droit de vote
Les associés se réunissent en assemblée. Toutefois, les statuts peuvent prévoir que des décisions soient prises sur consultation écrite des associés.
Les calculs se font à partir des parts sociales (chacune donnant droit à une voix). La loi ne fixe aucun quorum. Pour les décisions ordinaires (désignation des gérants, approbation des comptes), la majorité absolue est exigée c'est-à-dire plus de la moitié de l'ensemble des parts sociales sur 1re convocation. À défaut, sur 2e convocation, la décision sera prise à la simple majorité des voix exprimées. Pour les décisions extraordinaires, la majorité est celle des 3/4 des parts sociales. En matière d'agrément, la loi exige une double majorité : en nombre des associés et des 3/4 des parts sociales.

###### Droits financiers
Les associés ont droit aux dividendes, aux réserves ainsi qu'aux boni de liquidation.

La répartition des bénéfices se fait conformément aux dispositions statutaires. Les SARL sont aussi tenues de constituer une réserve légale.

Les clauses d'intérêt fixe (dividende même en l'absence de bénéfices) sont interdites.

La mise en paiement des dividendes doit avoir lieu dans un délai de 9 mois après la clôture de l'exercice.

##### Obligations des associés

###### Obligation au passif social
- Vis-à-vis des tiers, dans la limite du montant de leurs apports. Ils peuvent être tenus au-delà de ce montant s'ils se sont comportés comme des gérants de fait ou qu'ils ont cautionné des dettes de la société.
- Entre associés : ces pertes sociales sont réparties selon les règles fixées dans les statuts ; à défaut de clause statutaire, cette répartition doit être faite proportionnellement aux apports de chacun des associés.
- Interdiction des clauses léonines

###### Autres obligations
Restitution des dividendes fictifs
Responsabilité pénale

#### Régime des parts

##### Transmission des parts

###### Cessions entre vifs
Les parts d'industrie sont incessibles. Si les parts cédées sont des biens de communauté, le consentement du conjoint est requis.
La cession des parts sociales doit être constatée par un acte écrit et doit être portée à la connaissance de la SARL (dépôt de l'original de l'acte de cession au siège de la société).
De plus, la cession n'est opposable aux tiers qu'après avoir été publiée au RCS.

###### Cession à des tiers
Toute cession à une personne étrangère à la société doit être autorisée. L'associé doit notifier par lettre recommandée son projet à la société et aux associés. Dans les 8 jours de la notification, le gérant convoque l'assemblée pour délibérer du projet ou doit consulter par écrit les associés.
Il y a autorisation expresse quand consentement de la majorité des associés représentant la moitié des parts sociales (à moins que les statuts prévoient une majorité plus forte). L'autorisation est tacite si la société n'a pas fait connaître la décision des associés dans les 3 mois. Il y a autorisation par déchéance si, après refus d'agrément, les associés n'ont pas procédé au rachat dans le délai imparti (3 mois ; ou par décision de justice une prolongation ne pouvant excéder 6 mois).
En effet, en cas de refus d'agrément, l'associé est en droit d'obliger ses coassociés à acheter ou à faire acheter ses parts (possible s'il détient ses parts depuis au moins 2 ans). Si les parts sont achetées par des tiers, ceux-ci doivent être agréés.
En cas de contestation sur le prix, il y a désignation d'un expert, de manière amiable ou par le président du Tribunal de commerce.

###### Cession entre associés
Les cessions entre associés sont libres. Si les statuts prévoient un agrément, il convient de suivre la même procédure qu'avec les tiers. Les cession aux conjoint, ascendants ou descendants sont également libres.

###### Transmission par décès et liquidation de communauté
Les parts sont librement transmissibles par voie de succession ou en cas de liquidation de biens entre époux.
Après liquidation de communauté, les parts sociales peuvent être attribuées au conjoint.
Possibilité d'agrément dans les mêmes conditions que pour les tiers.
En cas de refus, les autres associés doivent acheter ou faire acheter les parts (par des tiers ou la société). En cas de délai imparti, l'agrément est réputé acquis.
En cas d'agrément, possibilité d'attribution préférentielle au profit du conjoint et des héritiers

##### Nantissement des parts sociales
Le nantissement est possible s'il est constaté par acte notarié ou sous seing privé enregistré et signifié à la société.
Lorsque les parts sociales sont des biens de communauté, leur nantissement ne peut être effectué qu'avec l'accord du conjoint.
Procédure d'agrément de l'adjudicataire :
- Projet de nantissement notifié à la société et aux associés
- Consultation des associés
- Décision d'agrément à la majorité en nombre des associés représentant au moins 3/4 des parts sociales

Le consentement de la société au nantissement proposé emporte agrément de l'adjudicataire en cas de réalisation forcée mais la société peut racheter sans délai ces parts et réduire son capital.

### Associé d'une société civile
Les sociétés civiles sont régies par le Code civil, tant par le droit commun des sociétés à l'articles 1832 à 1844-17 du Code civil, que par le droit spécial des sociétés civiles à l'articles 1845 à 1870-1 du Code civil.